# لوکوموتیو سری ئی‌ام‌دی جی‌تی۲۶
لوکوموتیو سری ئی‌ام‌دی جی‌تی۲۶ (انگلیسی: EMD GT26 Series) یک سری لوکوموتیو دیزلی ساخت شرکت‌های آستارسا، دورو داکوویچ، Equipamentos Villares S.A. , الکترو-موتیو دیویژن، جنرال موتورز دیزل و هنشل است.
این لوکوموتیوها که مابین سال‌های ۱۹۶۷ تا ۲۰۰۹ تولید می‌شده دارای ۳۰۰۰–۳۳۰۰ اسب بخار قدرت و ۱۲۴–۱۵۰ کیلومتر بر ساعت سرعت نهایی بوده‌است.

## مدل‌ها
- GT26CW
- GT26CW-2
- GT26CW-2A
- GT26CW-2B
- GT26HCW-2
- GT26CU-2
- GT26MC
- GT26CU-MP
- GT36CU-MP

## نگارخانه

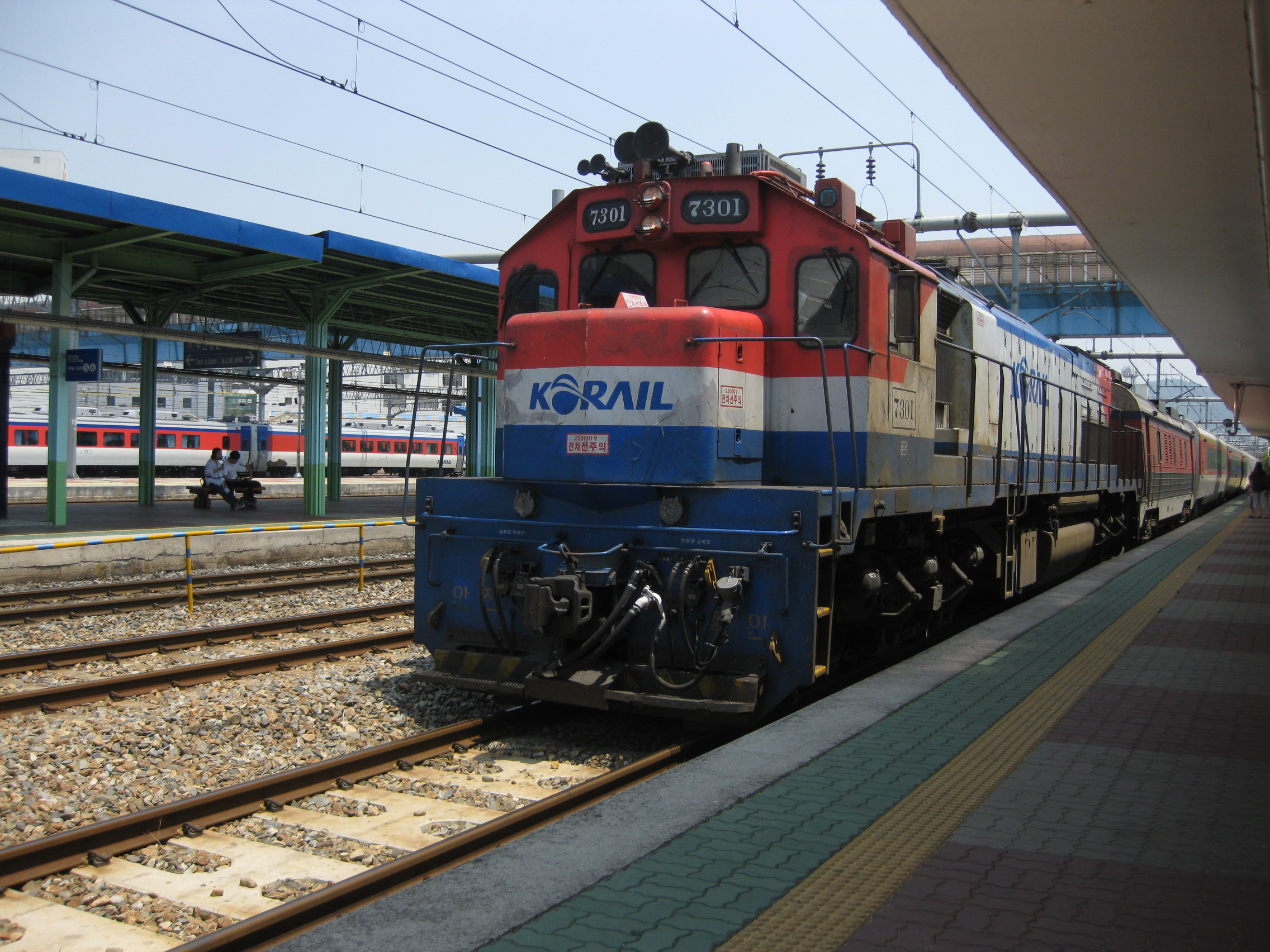
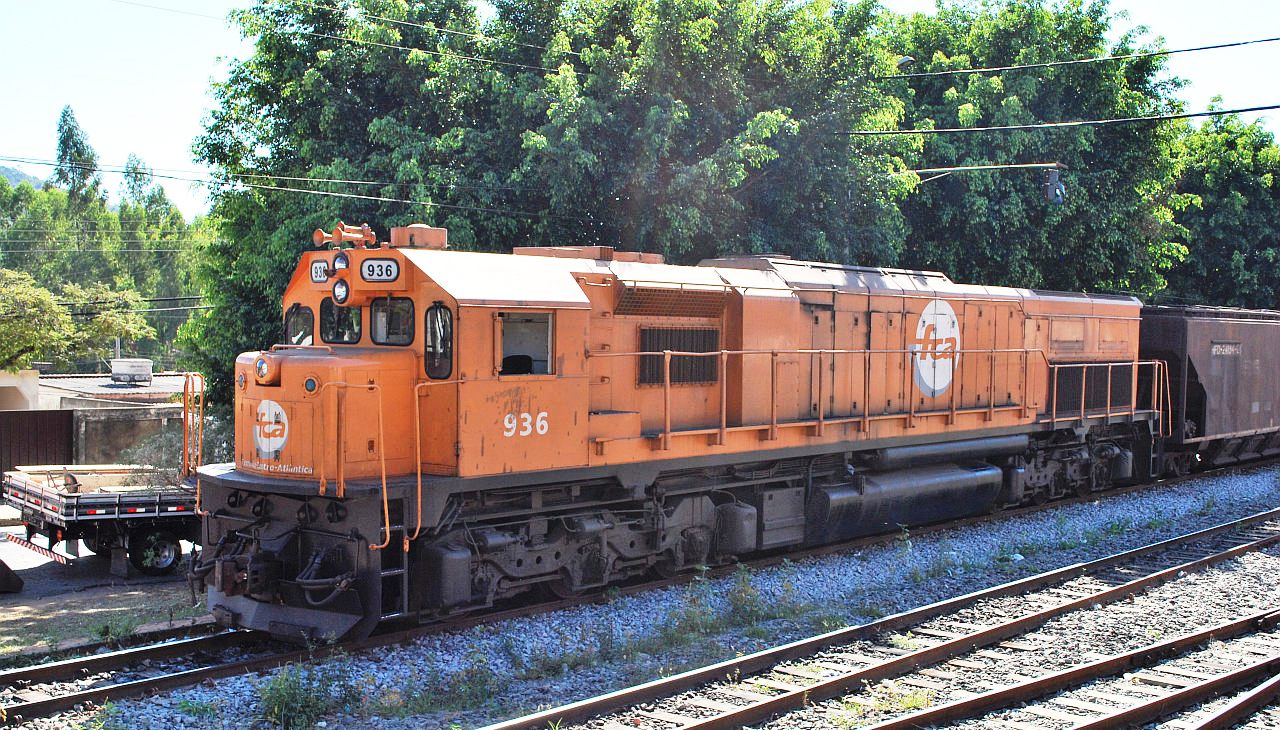
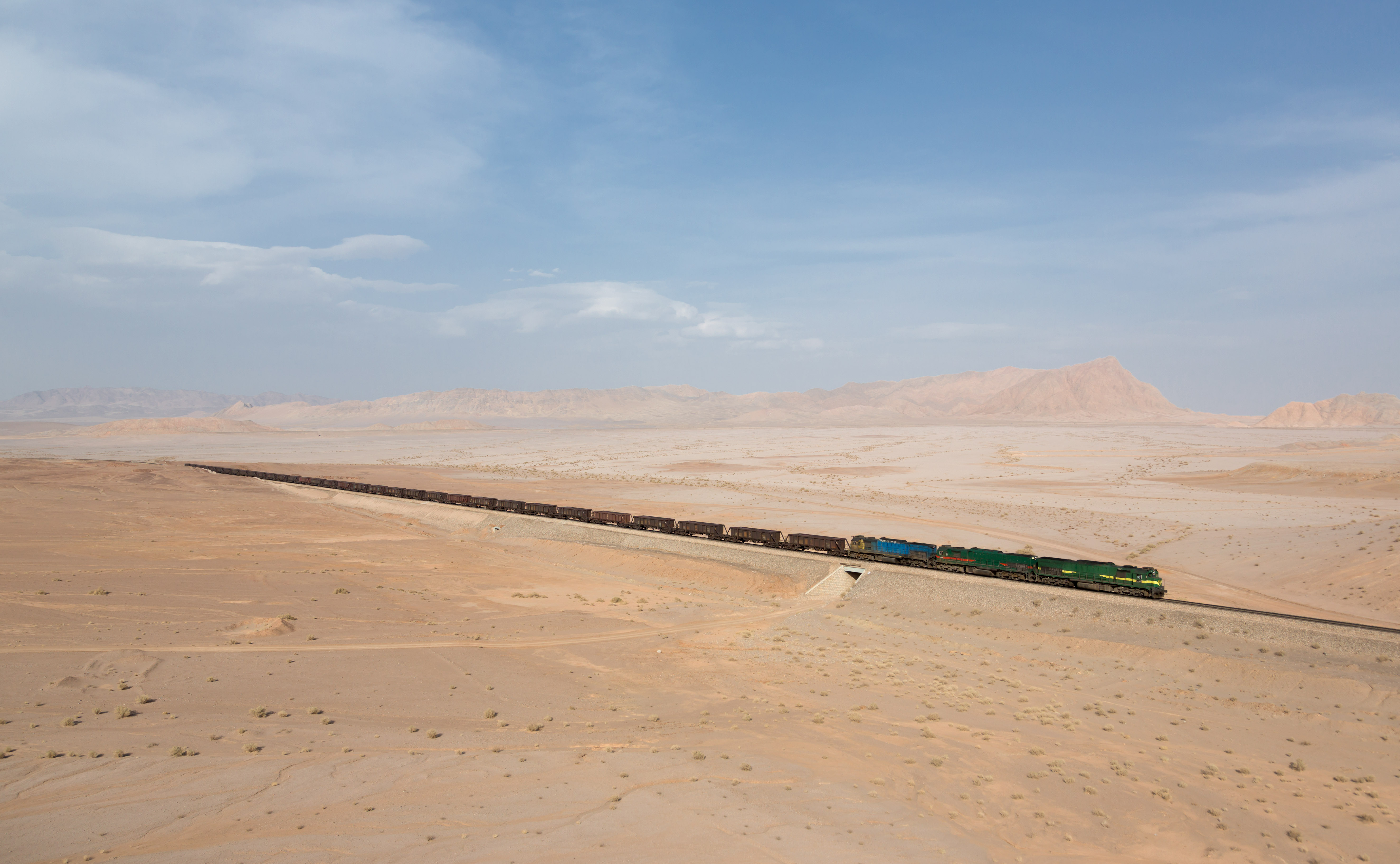
نگاره‌ای از یک لوکوموتیو سری ئی‌ام‌دی جی‌تی۲۶ متعلق به راه‌آهن ایران در حال عبور از منطقه‌ای بین بافق و یزد.